# Myśliczek szczeciogonkowiec
Myśliczek szczeciogonkowiec (Stenus similis) – gatunek chrząszcza z rodziny kusakowatych i podrodziny myśliczków (Steninae).
Gatunek ten został opisany w 1784 roku przez Johanna F.W. Herbsta.
Chrząszcz o ciele długości od 5 do 5,5 mm. Czułki ma głównie żółte, ale nasadowy człon jest czarny. Przedplecze jest nieco dłuższe niż szerokie. Słabo wypukłe, jednobarwne pokrywy są nie szersze od głowy. Punktowanie przedplecza i pokryw jest małe i płytkie, a odwłoka gęste i grube. Obrys odwłoka ma prawie równoległe boki. Odnóża mają barwę brudnożółtą z częściowo zaczernionymi udami i goleniami. Stopy mają silnie, sercowato wcięty czwarty człon.
Owad palearktyczny, rozprzestrzeniony od północnej Afryki (Maroko, Algieria, Tunezja) przez prawie całą Europę, Gruzję, Armenię, Azerbejdżan i Turcję po Iran, Mongolię i Syberię. W Polsce rzadki. Zasiedla pobrzeża wód i rowów, łąki i śródleśne polany i tereny bagniste, gdzie przebywa wśród mchów, pod napływkami i szczątkami roślinnymi.